# フェルディナント3世 (神聖ローマ皇帝)
フェルディナント3世（ドイツ語：Ferdinand III, 1608年7月13日 - 1657年4月2日）は、神聖ローマ皇帝（在位：1637年 - 1657年）・ハンガリー国王（在位：1625年 - 1657年）・ボヘミア国王（在位：1627年 - 1646年）。先代皇帝フェルディナント2世と最初の妃マリア・アンナの三男。三十年戦争を終結させたが、終戦後締結されたヴェストファーレン条約により国家としての神聖ローマ帝国は崩壊し、ハプスブルク家の勢力も弱まった。

## 生涯
父の存命中からハンガリー王位、ボヘミア王位を継いでその治世を助けた。三十年戦争継続中の1634年、皇帝軍司令官ヴァレンシュタインが父によって暗殺された後を受けて、皇帝軍の指揮権を委ねられた。この指揮権は当初は飾り物であり、フェルディナントが帝位継承者であることを帝国内に宣言させるものでしかなかった。しかし、ヴァレンシュタインの死去を好機と見たスウェーデン・ハイルブロン同盟軍が大挙してネルトリンゲンに侵攻し、迎え撃ったフェルディナント3世は従弟かつ義弟のスペイン領ネーデルラント総督フェルナンドが率いるスペイン軍を投入して破り、逆にその存在を知らしめた（ネルトリンゲンの戦い）。
この勝利は父を喜ばせ、フェルディナントも戦後南ドイツを進軍・平定して回り、1635年に父がザクセン選帝侯 ヨハン・ゲオルク1世とバイエルン選帝侯 マクシミリアン1世を始めとする反抗的な諸侯と和睦（プラハ条約）、1636年に選帝侯によりローマ王に選出され、帝位継承は確実となった。そして1637年、父の死去により神聖ローマ皇帝として即位した。
しかしその後も戦争が続いた結果、帝国内は大いに荒廃した。スウェーデン軍は健在でドイツを転戦していた上、1635年にフランス軍の侵攻をゆるしプラハ条約は破綻、皇帝軍はスウェーデン軍とフランス軍に敗北を重ね、1641年にネーデルラントでフェルナンドが病死、1642年のブライテンフェルトの戦いで弟の皇帝軍司令官レオポルト・ヴィルヘルムがスウェーデンの将軍レンナート・トルステンソンに敗北して戦況は不利となった。
1643年のロクロワの戦いでスペイン軍がコンデ公 ルイ2世率いるフランス軍に大敗してスペインの援助は期待出来なくなり、1645年にはボヘミアへ侵攻したスウェーデン軍に皇帝軍が敗れると（ヤンカウの戦い）、プラハからウィーンへ逃亡する失態を犯し（ボヘミア王位は翌1646年、長男フェルディナント4世へ譲位する）、窮したフェルディナント3世は諸侯に休戦を主張するも当初は相手にされなかった。同年にテュレンヌ率いるフランス軍がバイエルンに侵攻、ネルトリンゲンの戦いで同盟軍のバイエルンが敗れ、ザクセンがスウェーデンと和睦を結びボヘミアまでの障害がなくなり、さらに窮地に陥った。
1646年にトルステンソンから指揮を引き継いだカール・グスタフ・ウランゲル率いるスウェーデン軍がテュレンヌのフランス軍と合流してバイエルンを侵略、1647年にマクシミリアン1世もフランス・スウェーデン軍と和睦して西からも攻められる危険性が生じた。1648年にバイエルンは和睦を破り皇帝軍に復帰したが、ツースマルスハウゼンの戦いで再びフランス・スウェーデン軍に敗北、スペインもネーデルラントでコンデ公に敗れ（ランスの戦い）、プラハがスウェーデン軍に包囲されたことで皇帝側の敗北は決定的となり、フェルディナント3世はプロテスタント・カトリック両派の妥協によりヴェストファーレン条約締結を受諾することで、ようやく三十年戦争を終結させることが出来た。
これは近代国家最初の国際条約であるが、これにより皇帝は、宗教的にはプロテスタント諸侯の特権を大幅に認可し（カルヴァン派の容認）、政治的には領邦の自立権（主権）、オランダ（ネーデルラント連邦共和国）とスイスの独立を正式に認めたため、国家としての神聖ローマ帝国は崩壊した。この条約はいわゆる「神聖ローマ帝国の死亡診断書」であったのである。その上、戦勝国であるフランスとスウェーデンに帝国内の領土の領有を認めさせられていた。皇帝権力が否定され帝国議会の議決の下に置かれたことで、皇帝による中央集権化（絶対主義）は瓦解した。この三十年戦争後のヨーロッパの体制をヴェストファーレン体制という。
とはいえ、ハプスブルク家領は維持することには成功、唯一失態を犯したボヘミアにおいてもプラハは陥落しなかったためハプスブルク家のボヘミア王位は保たれ、ハプスブルク家の世襲領であるオーストリアではカトリックは堅守され、絶対主義も維持されたため、オーストリアの帝国からの離脱の第一歩が始まったと言える。
またドイツ国家連合としての神聖ローマ帝国は有効に機能し続け、三十年戦争後のフェルディナント3世はヴェストファーレン条約の履行に尽力した。晩年も外交で活躍し、1656年には西仏戦争のイタリア戦線で苦戦しているスペインに援軍を送り、死の直前にはスウェーデン国王 カール10世の野望に警戒し、大洪水時代のポーランド・リトアニア共和国と同盟を締結した。
1657年、48歳で死去した。1654年に長男でハンガリーとボヘミアの王位を継承していたローマ王フェルディナント4世が死去していたため、帝位は翌1658年、次男のレオポルト1世が継いだ。
フェルディナント3世が締結した条約により帝国の混乱は鎮まったが、その代償は計り知れないほど大きかった。この時代に皇帝は形式的な存在となり、同時にハプスブルク家の弱体化も始まったのである。ハプスブルク家の建て直しは1683年の第二次ウィーン包囲の前後まで待たなくてはならず、本格的な再興はマリア・テレジアの登場によって始まることになる。

## 音楽
フェルディナント3世は音楽家のパトロンとしても知られており、ジョヴァンニ・ヴァレンティーニに音楽を学び、17世紀のもっとも重要な鍵盤楽器作曲家のヨハン・ヤーコプ・フローベルガーとも親しい関係にあった。フェルディナント3世自身の作品として、ミサ曲、モテット、賛美歌などの宗教曲と少数の世俗曲がある。現存する作品からはヴァレンティーニの影響がうかがえるものの、独自のスタイルと確かな技術が見受けられる。

## 子女
最初の皇后マリア・アンナとの間に、3子が成人した。
- フェルディナント4世（1633年 - 1654年） - ローマ王・ハンガリー国王・ボヘミア国王
- マリアナ（1634年 - 1696年） - スペイン国王 フェリペ4世妃
- レオポルト1世（1640年 - 1705年） - 神聖ローマ皇帝・ハンガリー国王・ボヘミア国王

2人目の皇后マリア・レオポルディーネ（叔父・レオポルト5世の娘）との間には、1子が生まれた。
- カール・ヨーゼフ（1649年 - 1664年） - パッサウ・オルミュッツ・ブレスラウ司教、ドイツ騎士団総長

3度目の皇后エレオノーラとの間には4子が生まれ、2子が成人した。
- エレオノーレ・マリア・ヨーゼファ（1653年 - 1697年） - ポーランド国王ミハウ妃・ロレーヌ公シャルル5世妃
- マリア・アンナ・ヨーゼファ（1654年 - 1689年） - プファルツ選帝侯ヨハン・ヴィルヘルム妃